# Miriatroides
Miriatroides is een geslacht van rechtvleugeligen uit de familie doornsprinkhanen (Tetrigidae). De wetenschappelijke naam van dit geslacht is voor het eerst geldig gepubliceerd in 2002 door Zheng & Jiang.

## Soorten
Het geslacht Miriatroides  is monotypisch en omvat slechts de volgende soort:
- Miriatroides quadrivertex (Zheng & Jiang, 2002)